# Стеркейс
Водоспади Стеркейс (англ. Staircase Falls — від staircase «сходи») — серія водоспадів, розташованих у пащі Ґоссамер в Національному парку Йосеміті (Каліфорнія). Водоспади спадають із скелі висотою 311 м у долину Йосеміті кількома каскадами. Водоспад звичайно існує тільки навесні після сильних дощів, та пересихає до кінця травня. Водоспади розташовані біля табора Каррі під Льодовиковою точкою.
| США | Це незавершена стаття з географії США. Ви можете допомогти проєкту, виправивши або дописавши її. |